# ウィーン条約 (1606年)
ウィーン条約（ウィーンじょうやく、ドイツ語: Vertrag von Wien）、またはウィーンの和約（ウィーンのわやく、ドイツ語: Frieden von Wien, ハンガリー語: Bécsi béke）は、1606年6月23日に締結された、ハンガリー貴族ボチカイ・イシュトヴァーンとマーチャーシュ大公の間の条約。条約により、トランシルヴァニアと王領ハンガリーのハンガリー人に憲法と宗教の権利と特権が認められた。例えば、ショプロンではルター派のハンガリー人の独裁権が認められ、トランシルヴァニアではカルヴァン派が宗教の寛容を認められた。条約はまたボチカイをトランシルヴァニア公として承認、トランシルヴァニア人が独立したトランシルヴァニア公を選挙で決める権利を認めた。
条約がハンガリーとトランシルヴァニアのカルヴァン派にとって重要だったため、宗教改革の主な人物を記念するジュネーヴの宗教改革記念碑にあるボチカイの像の隣には、条約の一文とその署名が記されている。
ボチカイがオスマン帝国の助けも求めたため、同年11月11日にはジートヴァトロクの和約がスルタンのアフメト1世とマーチャーシュ大公の間で締結された。